# Lepidodexia facialis
Lepidodexia facialis är en tvåvingeart som först beskrevs av Townsend 1927.  Lepidodexia facialis ingår i släktet Lepidodexia och familjen köttflugor. Inga underarter finns listade i Catalogue of Life.